# Przybiernów (gemeente)
De gemeente Przybiernów is een landgemeente in powiat Goleniowskiego, woiwodschap West-Pommeren. Aangrenzende gemeenten:
- Goleniów, Nowogard, Osina en Stepnica (powiat Goleniowski)
- Golczewo en Wolin (powiat Kamieński)

De zetel van de gemeente is in het dorp Przybiernów.
De gemeente beslaat 14,1% van de totale oppervlakte van de powiat.

## Demografie
De gemeente heeft 6,6% van het aantal inwoners van de powiat.

## Plaatsen
- Przybiernów (Duits Pribbernow, dorp)

Administratieve plaatsen (sołectwo):
- Babigoszcz, Budzieszewice, Brzozowo, Czarnogłowy, Dzieszkowo, Dzisna, Kartlewo, Łoźnica, Miodowice, Moracz, Rzystnowo, Sobieszewo, Włodzisław en Zabierzewo.